# Myrciaria
Genre
Classification APG III (2009)
Myrciaria est un genre de plantes à fleurs de la famille des Myrtaceae. Ce sont de petits arbres que l'on retrouve essentiellement en Amérique du Sud, au Brésil.

## Liste des espèces
Selon World Checklist of Selected Plant Families (WCSP) (16 juin 2011) :
- Myrciaria borinquena Alain (1980)
- Myrciaria cordata O.Berg (1856)
- Myrciaria cuspidata O.Berg (1857)
- Myrciaria delicatula (DC.) O.Berg (1857)
- Myrciaria disticha O.Berg (1857)
  - variété Myrciaria disticha var. bahiensis O.Berg (1857)
  - variété Myrciaria disticha var. disticha
- Myrciaria dubia (Kunth) McVaugh, Fieldiana (1963)
- Myrciaria floribunda (H.West ex Willd.) O.Berg (1856)
- Myrciaria glanduliflora (Kiaersk.) Mattos & D.Legrand (1975)
- Myrciaria glazioviana (Kiaersk.) G.M.Barroso ex Sobral (2006)
- Myrciaria glomerata O.Berg (1857)
- Myrciaria guaquiea (Kiaersk.) Mattos & D.Legrand (1975)
- Myrciaria ibarrae Lundell (1961)
- Myrciaria myrtifolia Alain (1983)
- Myrciaria pallida O.Berg (1857)
- Myrciaria pilosa Sobral & Couto (2006)
- Myrciaria plinioides D.Legrand (1961)
- Myrciaria puberulenta B.Holst (2002)
- Myrciaria pumila (Gardner) O.Berg (1857)
- Myrciaria rojasii D.Legrand (1963)
- Myrciaria strigipes O.Berg (1857)
- Myrciaria tenella (DC.) O.Berg (1857)
- Myrciaria vexator McVaugh, Fieldiana (1963)
- Myrciaria vismeifolia (Benth.) O.Berg (1856)